# Восход (Чувашия)
Восхо́д (чув. Восход) — посёлок Алатырского района Чувашской Республики России. Административный центр Восходского сельского поселения

## География
Расположено между реками Стемас и Мокрый ручей.
Расстояние до районного центра: Алатырь: (4 км.)
Расстояние до областного центра: Чебоксары (152 км.)

## История
Образован посёлок в 1932 году в связи с организацией совхоза «Стемасский», который специализировался на выращивании махорки и животноводстве. С 1977 года совхоз стал производственной базой Алатырского совхоз-техникума (сельскохозяйственного техникума).
В конце XX века на территории посёлка было 332 строения, проживало 900 человек. На территории посёлка функционировали совхоз-техникум, средняя общеобразовательная школа, детский комбинат, дом культуры, библиотека, церковь, медпункт, дом для проживания пожилых людей, АТС, отделение Сбербанка, торговый центр, пекарня, комплексный приемный пункт, отделение Почты России.

## Население
| 2010 | 2012 |
| ---- | ---- |
| 737  | ↗756 |

## Религия
Церковь Иверской иконы Божией Матери поселка Восход Алатырского района Чувашской Республики основан и создан по инициативе прихожан Сетяминой Олимпиады, Беляевой Анастасии, Маскаевой Елизаветы в здании бывшей начальной школы. Силами Алатырского совхоза-техникума, где руководителем был Николин Валентин Яковлевич, была проведена внутренняя реконструкция помещения и был поставлен центральный купол с крестом. Антиминс освящен архиепископом Чебоксарским и Чувашским Варнавой «лета 1993, месяца мая, в пятый день».
Храм освящён благочинным Алатырского округа протоиеерем Николаем Ефремовым по благословению владыки Варнавы 20 мая 1994 года.